# Dalekowschodni Uniwersytet Federalny
Dalekowschodni Uniwersytet Federalny (ros. Дальневосточный федеральный университет) – rosyjski uniwersytet we Władywostoku. Jego filia znajduje się w Dalniegorsku.
Założony w 1899 roku. Pierwotnie uniwersytet przeznaczono do kształcenia studentów nauk przemysłowych i administracyjnych, w celu przygotowania kadr dla azjatyckiej części Rosji. Został zamknięty pod koniec 1930 roku przez Józefa Stalina, ponownie otwarty w 1956 roku. W roku 2000 Państwowy Uniwersytet Dalekowschodni oficjalnie zmienił nazwę na Federalny Uniwersytet Dalekowschodni.
Po 2010 roku znaczenie uczelni, jako regionalnego  ośrodka akademicko-naukowego wzrosło, po połączeniu z lokalnymi szkołami wyższymi o profilach: technicznym, ekonomicznym i pedagogicznym.  
Nowy kampus na Wyspie Rosyjskiej na południe od Władywostoku, został udostępniony dla studentów na jesieni 2013 roku, po tym gdy jego budynki gościły uczestników szczytu APEC 2012. 

## Struktura
- Instytut Orientalny - Szkoła Badań Regionalnych i Międzynarodowych
- Szkoła Sztuki, Kultury i Sportu
- Szkoła Ekonomii i Zarządzania
- Szkoła Inżynierii
- Szkoła Prawa
- Szkoła Pedagogiki
- Szkoła Nauk Przyrodniczych
- Szkoła Biomedyczna
- Szkoła Nauk Humanistycznych

W latach 1939–1956 w budynku rektoratu miało siedzibę NKWD.